# Station Rąbino
Station Rąbino is een spoorwegstation in de Poolse plaats Rąbino.